# 美國職棒大聯盟美日明星賽
美國職棒大聯盟美日明星賽，簡稱美日明星賽或美日對抗賽，是自1986年起兩年一度季後於日本巡迴賽，由美國職棒大聯盟組成的全明星隊對戰由日職組成的全明星隊(1986-2006)或日本棒球代表隊(2014至今)。
不少著名球員均有參賽，例如青木宣親、貝瑞·邦茲、小肯·葛瑞菲、蔡斯·阿特利、萊恩·霍華德、松井秀喜、鈴木一朗、阿部慎之助、大衛·歐提茲、薩米·索薩、賈斯汀·摩爾諾、大衛·萊特、荷西·雷耶斯、荷西·奧圖維、羅賓森·坎諾和曼尼·拉米瑞茲。
在每一場比賽開始前，美國、加拿大、日本的國歌均會演奏。每一場如在12局內未能分出勝負將會視為平手，如同日職一樣。

## 賽事列表

### MLB對NPB (1986–2006)
| 年份 | 形式                   | MLB全明星勝            | NPB全明星勝            | 和局                   | 最有價值球員           |
| 1986 | 7場4勝                 | 6 場                   | 1 場                   | 0 場                   | 托尼·佩納 (MLB)        |
| 1988 | 7場4勝                 | 3 場                   | 2 場                   | 2 場                   | 貝瑞·拉金 (MLB)        |
| 1990 | 8場4勝                 | 3 場                   | 4 場                   | 1 場                   | 小肯·葛瑞菲 (MLB)      |
| 1992 | 8場4勝                 | 6 場                   | 1 場                   | 1 場                   | 馬克·葛莉絲 (MLB)      |
| 1994 | 取消 (由於MLB球員罷工) | 取消 (由於MLB球員罷工) | 取消 (由於MLB球員罷工) | 取消 (由於MLB球員罷工) | 取消 (由於MLB球員罷工) |
| 1996 | 8場4勝                 | 4 場                   | 2 場                   | 2 場                   | 史特夫·芬利 (MLB)      |
| 1998 | 8場4勝                 | 6 場                   | 2 場                   | 0 場                   | 薩米·索薩 (MLB)        |
| 2000 | 8場4勝                 | 5 場                   | 2 場                   | 1 場                   | 貝瑞·邦茲 (MLB)        |
| 2002 | 8場4勝                 | 5 場                   | 3 場                   | 0 場                   | 托利·杭特 (MLB)        |
| 2004 | 8場4勝                 | 5 場                   | 3 場                   | 0 場                   | 維儂·威爾斯 (MLB)      |
| 2006 | 5場3勝                 | 5 場                   | 0 場                   | 0 場                   | 萊恩·霍華德 (MLB)      |
|      |                        |                        |                        |                        |                        |
| 總計 | MLB 9–1 NPB            | 48 場                  | 20 場                  | 7 場                   | MLB 10–0 NPB           |

### MLB 對 SJP (2014, 2018)
美日明星賽停止8年後於2014年復辦。 時任日本棒球機構主席熊崎勝彥決定由日本棒球代表隊取代NPB全明星代表日本出戰，令日本棒球代表隊在出戰2017年世界棒球經典賽前獲得實戰經驗。日本隊在5場3勝戰中以3-2擊敗MLB全明星隊，當中第3場是一場接力無安打比賽，日本隊以4-0完封MLB全明星隊。
2018年5月1日，美國職棒大聯盟宣佈美日明星賽將於季後重返日本，並於11月9日至15日舉行六場賽事。
| 年度 | 形式        | MLB 全明星勝 | 侍日本勝 | 平手 | 最有價值球員   |
| 2014 | 5場3勝      | 2 場         | 3 場     | 0 場 | 柳田悠岐 (SJP) |
| 2018 | 6場3勝      | 1場          | 5場      | TBD  | TBD            |
|      |             |              |          |      |                |
| 總計 | MLB 0–1 SJP | 2 場         | 3 場     | 0 場 | MLB 0–1 SJP    |

## 外部連結
- MLB-Japan Plays （页面存档备份，存于）
- NPB International Plays (in japanese) （页面存档备份，存于）
- 美國職棒大聯盟美日明星賽在台灣棒球維基館上的頁面（繁體中文）